# Lilly King
Lillia Camille King (conocida como Lilly King; Evansville, 10 de febrero de 1997) es una deportista estadounidense que compitió en natación, especialista en el estilo braza.

## Trayectoria
Participó en tres Juegos Olímpicos de Verano, obteniendo en total seis medallas, dos de oro en Río de Janeiro 2016, en 100 m braza y 4 × 100 m estilos, tres en Tokio 2020, plata en 200 m braza y 4 × 100 m estilos y bronce en 100 m braza, y una de oro en París 2024, en 4 × 100 m estilos.
Ganó doce medallas en el Campeonato Mundial de Natación entre los años 2017 y 2023, catorce medallas en el Campeonato Mundial de Natación en Piscina Corta, en los años 2016 y 2024, y tres medallas en el Campeonato Pan-Pacífico de Natación de 2018.
En julio de 2017 estableció tres nuevas plusmarcas mundiales en piscina larga: 50 m braza (29,40), 100 m braza (1:04,13) y 4 × 100 m estilos mixto (3:38,56). En julio de 2019 estableció un nuevo récord mundial en psicina larga del relevo 4 × 100 m estilos (3:50,40). En diciembre de 2024 batió el récord mundial en piscina corta del relevo 4 × 100 m estilos (3:40,41).
Estudió el grado de Educación física en la Universidad de Indiana.
Se retiró de la competición al final de la temporada de 2025.

## Palmarés internacional
| Juegos Olímpicos                    | Juegos Olímpicos        | Juegos Olímpicos  | Juegos Olímpicos        |
| Año                                 | Lugar                   | Medalla           | Prueba                  |
| ----------------------------------- | ----------------------- | ----------------- | ----------------------- |
| 2016                                | Río de Janeiro (Brasil) | Medalla de oro    | 100 m braza             |
| 2016                                | Río de Janeiro (Brasil) | Medalla de oro    | 4 × 100 m estilos       |
| 2020                                | Tokio (Japón)           | Medalla de plata  | 200 m braza             |
| 2020                                | Tokio (Japón)           | Medalla de plata  | 4 × 100 m estilos       |
| 2020                                | Tokio (Japón)           | Medalla de bronce | 100 m braza             |
| 2024                                | París (Francia)         | Medalla de oro    | 4 × 100 m estilos       |
| Campeonato Mundial                  |                         |                   |                         |
| Año                                 | Lugar                   | Medalla           | Prueba                  |
| 2017                                | Budapest (Hungría)      | Medalla de oro    | 50 m braza              |
| 2017                                | Budapest (Hungría)      | Medalla de oro    | 100 m braza             |
| 2017                                | Budapest (Hungría)      | Medalla de oro    | 4 × 100 m estilos       |
| 2017                                | Budapest (Hungría)      | Medalla de oro    | 4 × 100 m estilos mixto |
| 2019                                | Gwangju (Corea del Sur) | Medalla de oro    | 50 m braza              |
| 2019                                | Gwangju (Corea del Sur) | Medalla de oro    | 100 m braza             |
| 2019                                | Gwangju (Corea del Sur) | Medalla de oro    | 4 × 100 m estilos       |
| 2019                                | Gwangju (Corea del Sur) | Medalla de plata  | 4 × 100 m estilos mixto |
| 2022                                | Budapest (Hungría)      | Medalla de oro    | 200 m braza             |
| 2022                                | Budapest (Hungría)      | Medalla de oro    | 4 × 100 m estilos       |
| 2023                                | Fukuoka (Japón)         | Medalla de oro    | 4 × 100 m estilos       |
| 2023                                | Fukuoka (Japón)         | Medalla de plata  | 50 m braza              |
| Campeonato Mundial en Piscina Corta |                         |                   |                         |
| Año                                 | Lugar                   | Medalla           | Prueba                  |
| 2016                                | Windsor (Canadá)        | Medalla de oro    | 50 m braza              |
| 2016                                | Windsor (Canadá)        | Medalla de oro    | 4 × 50 m estilos        |
| 2016                                | Windsor (Canadá)        | Medalla de oro    | 4 × 100 m estilos       |
| 2016                                | Windsor (Canadá)        | Medalla de oro    | 4 × 50 m estilos mixto  |
| 2016                                | Windsor (Canadá)        | Medalla de plata  | 100 m braza             |
| 2022                                | Melbourne (Australia)   | Medalla de oro    | 100 m braza             |
| 2022                                | Melbourne (Australia)   | Medalla de oro    | 4 × 100 m estilos       |
| 2022                                | Melbourne (Australia)   | Medalla de plata  | 200 m braza             |
| 2022                                | Melbourne (Australia)   | Medalla de plata  | 4 × 50 m estilos        |
| 2022                                | Melbourne (Australia)   | Medalla de bronce | 50 m braza              |
| 2024                                | Budapest (Hungría)      | Medalla de oro    | 4 × 100 m estilos       |
| 2024                                | Budapest (Hungría)      | Medalla de plata  | 100 m braza             |
| 2024                                | Budapest (Hungría)      | Medalla de plata  | 4 × 100 m estilos mixto |
| 2024                                | Budapest (Hungría)      | Medalla de bronce | 50 m braza              |
| Campeonato Pan-Pacífico             |                         |                   |                         |
| Año                                 | Lugar                   | Medalla           | Prueba                  |
| 2018                                | Tokio (Japón)           | Medalla de oro    | 100 m braza             |
| 2018                                | Tokio (Japón)           | Medalla de plata  | 200 m braza             |
| 2018                                | Tokio (Japón)           | Medalla de plata  | 4 × 100 m estilos       |